# Yvonne Bönisch
Yvonne Bönisch coniugata Snir-Bönisch (Ludwigsfelde, 29 dicembre 1980) è un'ex judoka tedesca.

## Palmarès

### Olimpiadi
- 1 medaglia:
  - 1 oro (Atene 2004 nei -57 kg)

### Mondiali
- 2 medaglie:
  - 2 argenti (Osaka 2003 nei 57 kg; Il Cairo 2005 nei 57 kg)

### Europei
- 2 medaglie:
  - 2 argenti (Maribor 2002 nei 57 kg; Belgrado 2007 nei 57 kg)